# Пепелиште (Болгарія)
Пепели́ште (болг. Пепелище) — село в Кирджалійській області Болгарії. Входить до складу общини Кирджалі.

## Населення
За даними перепису населення 2011 року у селі проживали 270 осіб, з них 269 осіб (99,6%) — турки.
Розподіл населення за віком у 2011 році:
Динаміка населення: